# Erasme Louis Surlet de Chokier
Erasme Louis, Baron Surlet de Chokier (27. november 1769 – 7. august 1839) var en belgisk politiker, først i Liege, så i Frankrig, derpå i Nederlandene og endelig i Belgien. I en periode indtil kong Leopold 1. besteg den belgiske trone var han den første belgiske regent.
Under den franske revolution i 1789 kom det også til en opstand i Liege hvor fyrstebiskoppen af Liege blev fordrevet af en folkemængde. Surlet de Chokier deltog på oprørernes side, og da de det følgende år blev besejret af østrigerne ved Hasselt og Zutendaal blev Surlet de Chokier tvunget til at flygte til Breda og kunne først vende tilbage til Gingelom i 1792.
Efter den franske anneksion af Liege blev Surlet de Chokier en ivrig tilhænger af den franske revolution og af Napoleon. I 1800 blev Surlet de Chokier valg til borgmester i Gingelom og medlem af departementsrådet i Meuse-Inférieure. I 1812 blev han medlem af det franske parlament.
Efter Napoleons fald blev Liege en del af det Forenede kongerige Nederlandene og Surlet de Chokier blev medlem af Staten-Generaal som leder af oppositionen fra de sydlige provinse, og hans modstand mod regering gav ham tilnanet Surlet de Choquant (Surlet den chokerende). Selv om han blev adlet til baron af kongen i 1816, havde hans modstand irriteret kong Vilhelm 1. i en grad, så kongen personligt sørgede for at Surlet de Chokier ikke blev genvalgt i 1828.
Efter at den belgiske revolution brød ud blev Surlet de Chokier sendt af sted som repræsentant for  Hasselt til den belgiske nationalkongres. Han blev valgt til formand for nationalkongressen og var aktiv i udformningen af den belgiske grundlov. Efter at hertugen af Nemours havde afslået at bestige den belgiske trone blev Surlet de Chokier udpeget til regent den 24. februar 1831, og kan derfor ses som det første statsoverhoved for det uafhængige Belgien. Han fungerede som regent indtil Leopold 1 blev taget i ed som Belgiens konge den 21. juli 1831.
Surlet de Chokier døde i 1839 i Gingelom.

## Eksterne kilder
- Erasme, Louis Surlet De Chokier (1769 – 1839) Arkiveret 9. oktober 2012 hos  Wayback Machine (fransk) (Frankrigs nationalforsamling)